# Paul Vrind
Paul Vrind (Den Haag, 30 maart 1968 - Gent, 29 juni 2009) was een Nederlandse basketbalspeler. Hij speelde onder andere voor de Nederlandse nationale ploeg. 

## Carrière
Hij startte met basketbal via een jeugdopleiding in Den Haag waarna hij bij Delft ging spelen vanaf 1986. Tijdens zijn opleiding in de Verenigde Staten tussen 1987 en 1992 speelde hij bij de ploeg van de Universiteit van Villanova. Terug in Nederland speelde hij van 1992 tot 1993 bij Graydon Canadians Amsterdam ('92-'93), daarna van 1993 tot 1995 bij Canoe Jeans Den Bosch en bij Celeritas/Donar Groningen van 1995 tot 1996.
In 1996 begon zijn internationale carrière. Eerst een half seizoen bij AST Gent ('96-'97), de rest van het seizoen in Wels in Oostenrijk. Het daarop volgende seizoen speelde Vrind bij Portugal Telekom. Hij speelde in de Italiaanse tweede klasse voor Reggio di Calabria in 1998. Daarna in 1999 voor Evreux, in 2000 voor Hannover, in 2001 wederom voor Evreux en vanaf 2001 tot 2003 bij BC Omniworld Almere.
In 2003 vestigde hij zich voorgoed in Gent. Hier sloot hij zich aan bij ABO Bobcat Gent om in 2007 over te stappen naar BBC Kluisbergen.
Hij speelde 65 keer voor de Nederlandse nationale ploeg tussen 1989 en 2003. 
Hij overleed tijdens het joggen in de Bourgoyen-Ossemeersen aan een hartstilstand. Een gedenksteentje is verwerkt in de grond op die plaats.

## Trivia
- Zijn lengte was minstens 2,12 m[2]. Sommige bronnen spreken zelfs van 2,13[3] en 2,14.[bron?]